# Тезисы о Фейербахе
«Тезисы о Фейербахе» (оригинальное название — нем. Thesen über Feuerbach) — рукописная работа Маркса из 11 тезисов о Людвиге Фейербахе, где высказана мысль о ведущем значении в жизни общества революционной практики.

## История написания
Написана Марксом примерно в апреле 1845 года в Брюсселе в виде заметок в записной книжке, как набросок к будущей разработке идей в первой главе («Фейербах») «Немецкой идеологии».  Первоначально была озаглавлена «К Фейербаху». 
Тезисы впервые опубликованы в рецензии Энгельса в 1888 году как приложение к работе «Людвиг Фейербах и конец классической немецкой философии». По содержанию «Тезисы о Фейербахе» примыкают к «Немецкой идеологии». В сжатой форме Маркс формулирует в работе кардинальные положения новой философии. Центральная идея тезисов — разработка понятия практики, что требовало материалистического понимания истории. Основные положения такого понимания и изложены в тезисах:
- характеристика общественной жизни как преимущественно практической;
- понимание того, что человек порожден своим собственным трудом, а по своей сущности представляет совокупность общественных отношений;
- анализ зависимости идеологических явлений (например, религии) от условий существования и развития общества.

## Содержание
Вопреки сложившемуся стереотипу важнейшим из тезисов является первый (в котором по существу и заложена вся философия Маркса), а не последний. Гегель видел диалектику способом мышления абсолютного духа (Бога), а историческое развитие природы и общества его воплощением. Младогегельянцы показали самопротиворечивость такой позиции, когда из одних и тех же посылок одним и тем же способом можно было прийти к противоположным результатам, а Маркс — материалистическую связь между историей и идеологией. 
Согласно Марксу началом и двигателем истории является не мышление абсолютного духа (Бога), а революционная практика, то есть человеческая деятельность, раз за разом прорывающаяся через противоречия материального мира. Диалектический метод оказывается способом понимания противоречий в реальности и их рационального, а не стихийного разрешения.
Отмечая, что именно идеализм в прошлое время отстаивал «деятельную сторону», то есть активность субъекта в процессе его взаимодействия с объектом, Маркс вскрывает порочность идеалистического понимания деятельности. С этих позиций он критикует исторический идеализм Фейербаха и по-новому ставит проблемы гносеологии и подвергает критике весь «предшествующий» материализм, указывая на не-активность и созерцательность как на главный недостаток.
Для прежних материалистов отправной точкой размышления была природа, из наличия которой они объясняли мышление и феномены культуры. Для идеалистов такой точкой был сам мир культуры, который с их точки зрения нельзя было вывести из ощущений (число 5 нельзя вывести из пяти пальцев) и, следовательно, мышление, идеи и разум существуют независимо от природы и тела. Для Маркса в самом начале существует деятельность, которая порождает культуру, которая порождает видимую людям природу. В практике (деятельности) материальное и идеальное еще не разделены, также как и субъективное и объективное.
Для простоты понимания первого тезиса можно прибегнуть к следующему объяснению: Маркс это самый последовательный идеалист, который развил историчность идеализма Гегеля и Фейербаха до точки, после которой он уже не может быть идеализмом. Для нового, неидеалистического понимания истории Маркс вводит понятие практики: человеческая деятельность порождает культуру, культура порождает видимую природу. Древние материалисты начинают с первичности природы, Маркс же приходит к первичности природы, отталкиваясь от понятия практики. Древние материалисты верят в первичность природы, Маркс «верит» в первичность практики и предлагая всем сомневающимся опровергнуть эту веру… на практике. Важнейшим философским следствием становится тезис о том, что практика сама себе доказательство (практика — критерий истины). Теория и действие для Маркса становятся неотделимы, а их разделение становится гносеологическим пороком, приводящим к ненаучному познанию.
Остальные 10 тезисов подробно раскрывают смысл первого. Еще более подробно —  в «Немецкой идеологии» и «Манифесте коммунистической партии», где Маркс подробно разбирает современные ему философские, религиозные и политические течения Германии.